# Cistinoza
Cistinoza (tudi De Toni-Fanconi-Debréjev sindrom ali Lignacov sindrom)  je dedna presnovna motnja, ki se deduje avtosomno recesivno, kaže pa se predvsem z nenormalnim kopičenjem aminokisline cistein v celicah. Je najpogostejši vzrok za Fanconijev sindrom pri otrocih.

## Genetsko ozadje
Cistinoza se pojavi zaradi okvare gena CTNS, ki se nahaja na 17. kromosomu in nosi zapis (kodira) za cistinozin, lizosomski prenašalec (transporter) cisteina. Deduje se avtosomno recesivno, kar pomeni, da je alel prisoten na avtosomu (v danem primeru je to 17. kromosom), poleg tega pa morata biti oba alela (eden od matere in drugi od očeta) okvarjena za izraženje bolezni. Verjetnost, da bosta imela starša, ki sta prenašalca (imata samo eden alel okvarjen), otroka s tovrstno presnovno motnjo, je potemtakem 25 %.

## Epidemiologija
V Severni Ameriki je incidenca nefropatične cistinoze pri dojenčkih 1 primer na 100.000–200.000 rojstev; v ZDA živi okoli 300–400 otrok s cistinozo, vsako leto pa je diagnosticiranih 15 novih primerov. V nekaterih predelih je incidenca veliko večja, kot na primer v Bretaniji, kjer je incidenca 1 primer na približno 26.000 prebivalcev. Običajno je cistinoza obravnavana kot bolezen evropskih potomcev, čeprav so bili potrjeni primeri obolenja tudi pri drugih rasah. Razmerje obolevnosti med moškimi in ženskami je 1,4 : 1.

## Patogeneza in diagnoza
Osrednji proces pri cistinozi je nenormalna akumulacija cisteina v celicah, zaradi česar se tvorijo cistinski kristali, ki poškodujejo celice in negativno vplivajo na različne sisteme oz. organe, še posebej na ledvice in oči. Akumulacijo povzroča torej okvarjen prenos cisteina iz lizosomov, zaradi česar se tvori cistin, ki je slabo topen in tvori kristale v lizosomih. Po neznanem mehanizmu naj bi naj bi kristali aktivirali in ojačali proces apoptoze, zaradi česar naj bi celice v ledvičnem epiteliju odmrle, kar se kaže s Fanconijevim sindromom. Na podoben način naj bi prišlo zaradi tega do majhne rasti, retinopatije (okvara mrežnice) in drugih okvar.
Točna diagnoza in nadzor zdravljenja se običajno opravlja preko merjenja količine cistina v belih krvnih celicah (levkocitih) s pomočjo masne spektrometrije.

### Tipi cistinoze
Obstajajo trije glavni tipi cistinoze:
- nefropatična cistinoza,
- intermediatna cistinoza,
- okularna cistinoza.

Prvi simptomi pri nefropatični cistinozi se pojavijo pri starosti 3–18 mesecev. Zaradi poškodb ledvic pride do izgub in s tem do pomanjkanja pomembnih mineralov, soli, tekočin in hranil. To povzroči nizko rast in mehke kosti, neravnovesje teh snovi pa privede do pospešenega odvajanja vode in s tem do dehidracije ter acidoze (zakisanje krvi). Pri starosti 2 let se kristali pojavijo tudi v roženici, zaradi česar se razvije fotofobija (preobčutljivost za svetlobo). V starosti okoli 10 let lahko pride do odpovedi ledvic, poleg tega pa postanejo mišice oslabele, požiranje postane oteženo, funkcije ščitnice in živčevja so okvarjene in lahko se razvijeta slepota ter sladkorna bolezen.
Klinični znaki in simptomi intermediatne cistinoza so enaki kot pri nefropatični cistinozi, vendar se pojavijo pozneje, pri starosti od 12–15 let.
Pri okularni cistinozi ne pride do okvar ledvic ali zavrtja rasti, temveč je prisotna le fotofobija zaradi cistinskih kristalov v roženici.

## Zdravljenje
Cistinozo se navadno zdravi s cisteaminom, ki zniža znotrajcelične količine cistina. Cisteamin se koncentrira v lizosomih in reagira s cistinom, pri čemer tvori cistein in konjugat cistein-cisteamin, ki lahko zapustijo lizosom. Za zravljenje fotofobije se uporablja cisteaminske kapljice za oči. Bolniki prejmejo tudi natrijev citrat za odpravo acidoze, nadomešča pa se tudi količine kalija in fosfatov.